# Фрагмідіум
Фрагмідіум (Phragmidium) — рід патогенних грибів родини Phragmidiaceae. Назва вперше опублікована 1815 року.

## Опис
До роду фрагмідіум (Phragmidium) відносяться однохазяїні іржастих гриби, що паразитують на рослинах з родини розоцвітих. Спермогонії на верхній стороні листя схожі на плоскі подушечки, прикриті епідермісом. На нижньому боці розвиваються ецидії, які не мають спеціальної перидія, а з боків оточені численними парафізами. Характерні для цього роду телейтоспори багатоклітинні (складаються з 3-22 клітин), циліндричні, темно-бурі або чорні, на безбарвних роздутих у підставах ніжках.
Іржа троянд (Phragmidium disciflorum, Phragmidium tuberculatum, Phragmidium rosae-pimpinellifoliae) викликається декількома видами грибів з роду фрагмідіум. Вона зустрічається всюди на культурних трояндах і дикорослій шипшині. Зимує грибниця паразитів в тканинах уражених рослин і навесні утворює на нижньому боці листків виступаючі округлі подушечки, що складаються з помаранчевих ецидіоспор. На пагонах, квітконіжках і черешках троянд розвиваються великі ецидії, які викликають викривлення і потовщення уражених органів.

## Гелерея

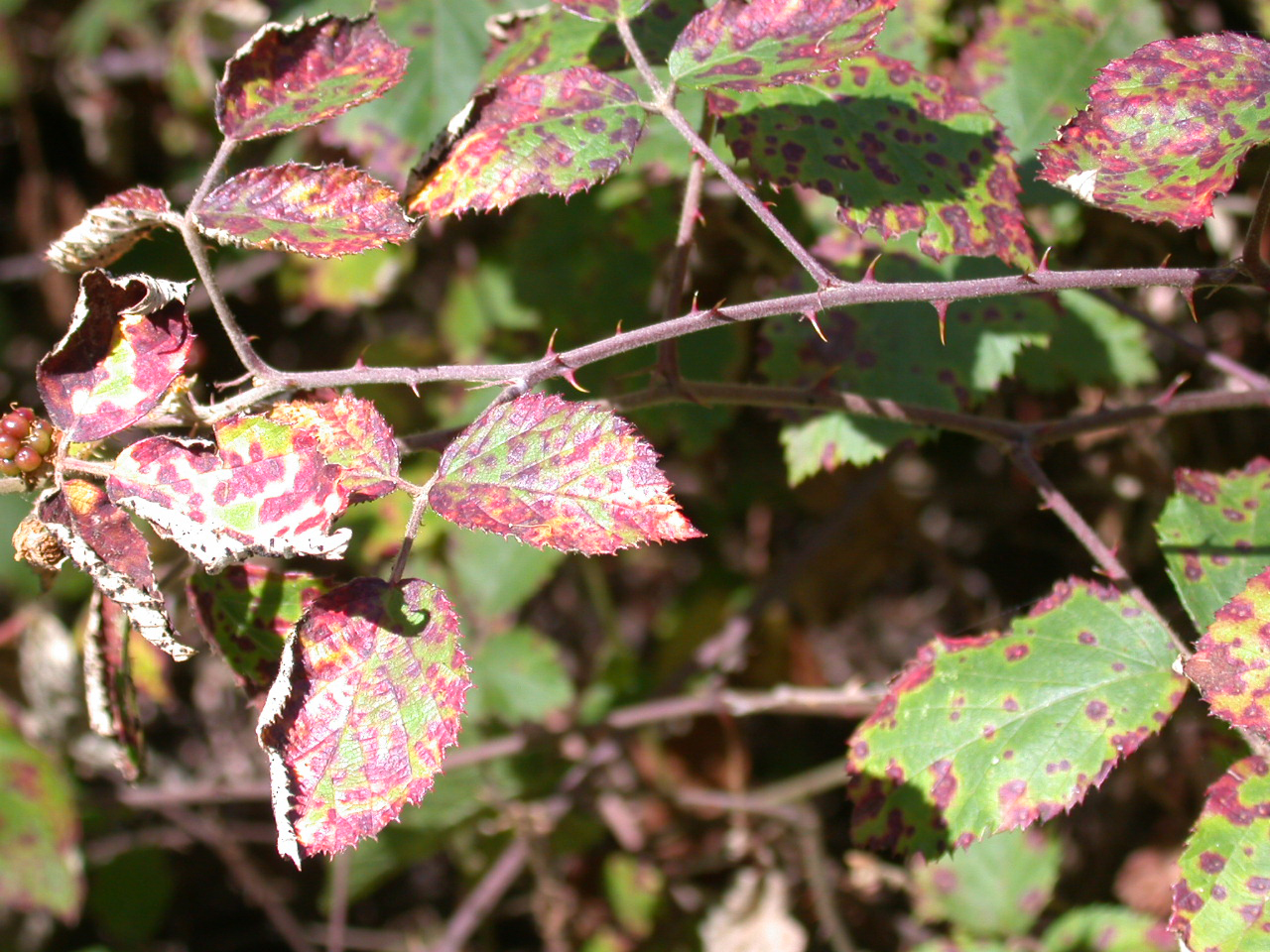
Phragmidium violaceum
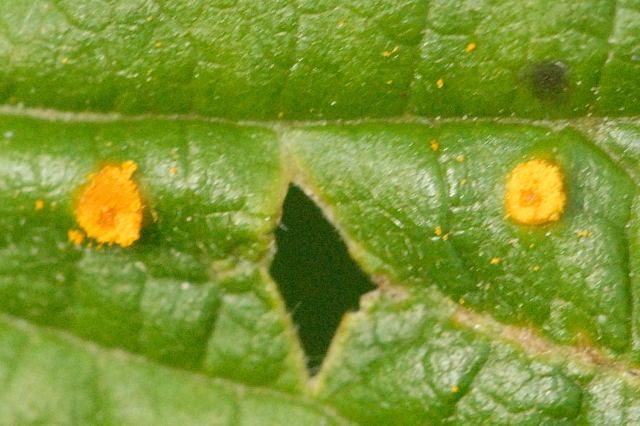
Phragmidium rubi-idaei
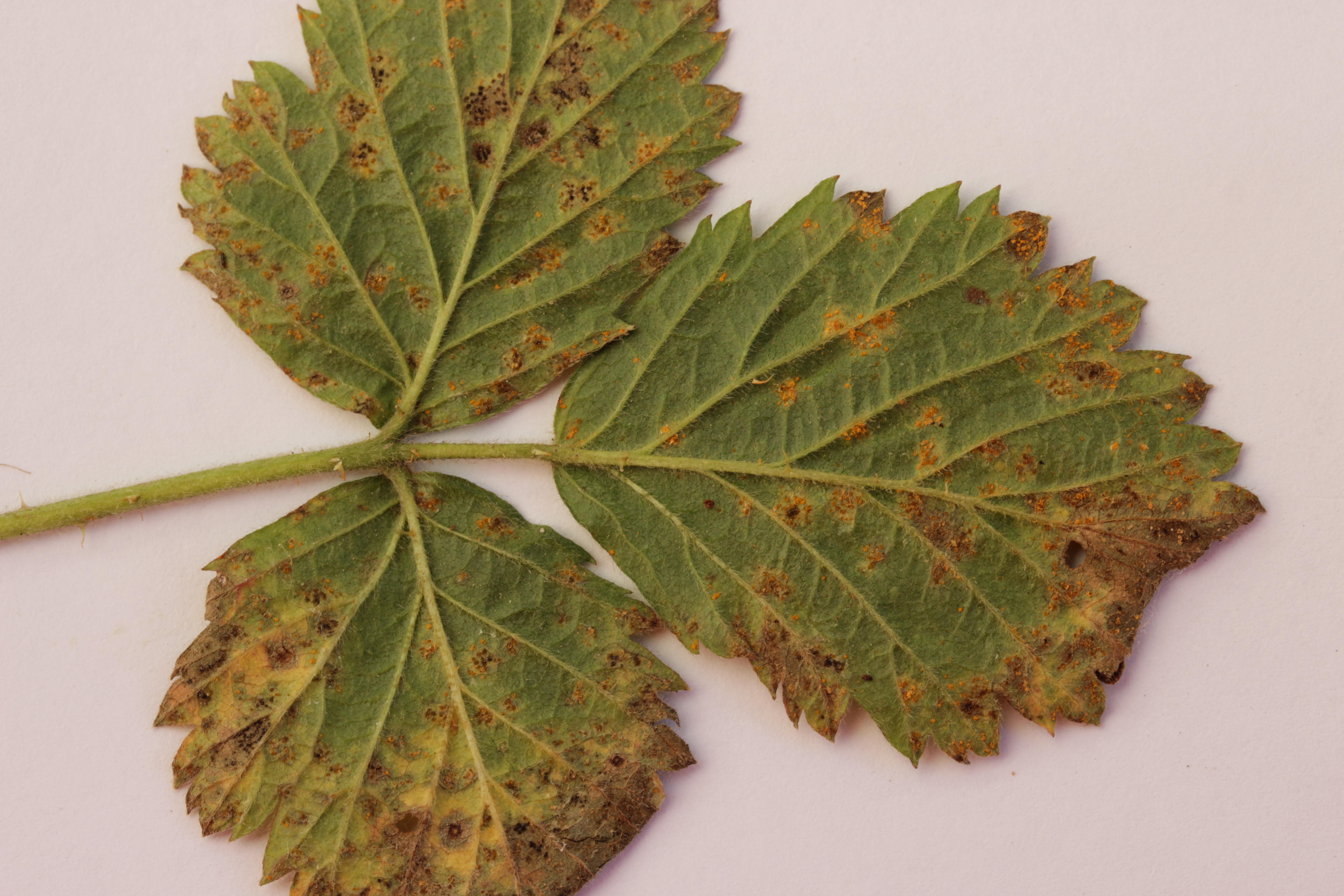
Phragmidium bulbosum